# Rational Youth
Rational Youth är ett kanadensiskt New Wave-band som bildades 1981 i Montréal, Québec, av Tracey Howe och Bill Vorn. Båda hade tidigare varit med i olika grupper, Tracey bland annat i Men Without Hats. Kraftwerk var en av influenserna. 
1982 hade även Kevin Komoda anslutit till bandet. Vorn hoppade av och ersattes av Denis Duran och Angel Calvo och minialbumet Rational Youth släpptes 1983. Trots stora turnéer i Kanada sprack denna uppsättning och Howe spelade själv in Heredity. Efter ytterligare turnéer tröttnade Howe och satte Rational Youth på paus på obegränsad tid. Men 1997 återutgavs Cold War Night Life bland annat i Sverige och Howe och Vorn återförenade bandet och åkte över till Sverige och Lund för att spela på Virtual Xmas-festivalen. Bill Vorns ordinarie verksamhet satte käppar i hjulet för fortsatt återförening, men Tracey Howe plockade in Jean Claude Cutz och Dave Raut och spelade på nytt i Skåne på Helsingborgs Synthfestival på the Tivoli 1998. Raut lämnade senare gruppen men Howe och Cutz hade lärt känna svenska skivbolaget October Records och spelade in och släppte CD:n To The Goddess Electricity.
Till bandets anmärkningsvärda singlar hör "City of Night", "Saturdays in Silesia" och "Dancing on the Berlin Wall", från deras debutalbum, "Cold War Night Life 1982, och "No More and No Less" från Heredity 1985.
Bandet turnerade i hela Skandinavien under de följande två åren och spelade sin sista konsert den 3 november 2001, på Tinitus Festival i Stockholm, Sverige.
Originalmedlemmarna Tracy Howe och Bill Vorn samlades igen 2009 för spela in en ny version av sin 1982 hit "Dancing On The Berlin Wall" för att hedra det tjugonde årsdagen av murens fall.

## Diskografi
Studioalbum
- Cold War Night Life (1982)
- Rational Youth (1983)
- Heredity (1985)
- To the Goddess Electricity (1999)

Samlingsalbum
- Total Rational (1994)
- All Our Saturdays (1981-1986) (1999)
- Early Singles (2000)
- The 20th Anniversary Collection (2001)